# Der Adler (Film)
Der Adler (Originaltitel: The Eagle) ist ein US-amerikanischer Abenteuer- und Kostüm-Stummfilm mit Rudolph Valentino in der Hauptrolle. Als Vorlage diente der Roman Dubrowsky von Alexander Puschkin.

## Handlung
Der im Dienste Ihrer Majestät, Zarin Katharinas II., stehende russische Leutnant Wladimir Dubrowsky ist ein stolzer und tapferer Kosak. In seiner prachtvollen Uniform zieht er die Blicke vieler junger Damen auf sich. Aber auch die Zarin ist auf ihn aufmerksam geworden – spätestens seitdem Wladimir die junge Mascha Troekouroff und ihre Tante gerettet hat, als während einer Kutschfahrt deren Pferde durchgingen. Katharina will Dubrowsky daraufhin zum General ernennen, wogegen dieser nichts einzuwenden hat. Als seine Herrscherin aber verlangt, dass er zugleich ihr Liebhaber werden soll, ergreift Dubrowsky augenblicklich die Flucht. Die russische Kaiserin ist außer sich vor Zorn, eine solche Demütigung ist sie nicht gewohnt. Katharina setzt daraufhin ein Kopfgeld auf den unwilligen Kosaken aus.
Bald darauf erhält Wladimir von seinem Vater eine schreckliche Nachricht. Der schurkische Adelige Kyrilla Troekouroff habe sich kurzerhand den Landbesitz der Dubrowskys angeeignet und terrorisiere seitdem die gesamte Gegend. Wladimir eilt nach Hause, wo sein Vater mittlerweile verstorben ist. Aus dem einstigen Mustersoldaten Dubrowsky wird nun der „schwarze Adler“, ein maskierter Rebell, ein russischer Zorro und Robin Hood im Kampf gegen das Unrecht und die Despotie der adeligen Obrigkeit. Wladimir schwört, seinen Vater zu rächen und die Bauernschaft von der Tyrannei Troekouroffs zu befreien. Als französischer Hauslehrer verkleidet, schleicht er sich in den Haushalt des Schurken ein, um dessen Vertrauen zu erlangen. Zu allem Überfluss muss der „schwarze Adler“ jedoch erkennen, dass die einst von ihm gerettete Mascha die Tochter des Landräubers und Unterdrückers Troekouroff ist.
Zwischen Wladimir, dem Rebellen, und Mascha, der Tochter des verhassten Gegners, erblüht aus Sympathie mehr und mehr innige Liebe, und Wladimir beginnt daran zu zweifeln, ob es gut sei, sich an dem schurkischen Vater seiner geliebten Mascha rächen zu wollen. Schließlich entschließt sich das junge Liebespaar zur Flucht. Dabei gerät der „schwarze Adler“ in die Fänge von Katharinas Schergen. Die Zarin ist noch immer voll des Zorns auf ihren widerspenstigen Kosakenleutnant und plant zunächst, ihn hinrichten zu lassen. Doch im Angesicht des jungen Glücks lässt sie ihn ziehen, unter der Bedingung, dass er mit einem neuen (französischen) Namen Russland verlässt. Die beiden gehen daraufhin nach Paris und finden dort ihr Glück.

## Produktionsnotizen
Der Adler lief am 8. November 1925 in den Vereinigten Staaten an. Der Streifen bedeutete Vilma Bánkys Durchbruch in Hollywood. In Deutschland war Valentinos vorletzter Film im Jahr darauf, in seinem Todesjahr 1926, zu sehen.
Die Filmbauten stammen von William Cameron Menzies, die Kostüme entwarf Adrian. In einer winzigen, namentlich ungenannten Rolle ist der damals noch unbekannte Gary Cooper zu sehen.

## Kritiken
„Herr Valentino hat in der Tat Glück, dank Samuel Goldwyn die Dienste von Vilma Banky erhalten zu haben, da Fräulein Banky derart liebreizend anzusehen ist, dass ihre Schönheit die Galanterie des Helden umso überzeugender macht. In dieser Produktion, die gut zu einigen Filmberühmtheiten wie dem agilen Douglas Fairbanks gepasst hätte, kann sich Herr Valentino mit Bravour behaupten. Seine Erscheinung zieht Nutzen aus der Regie Clarence Browns und eine dankbare Ergänzung durch Fräulein Banky, einem wertvollen Aktivposten in diesem Film. Es war auch eine glänzende Idee, Hanns Kräly, Herrn Lubitschs schlauen Autoren, zu verpflichten, der das Drehbuch zu The Eagle verfasste“

„Valentino spielt eine Art russischen Robin Hood in diesem unterhaltsamen Kostümfilm.“

„Vergnügliche Rauferei in der Welle von Robin Hood, Scarlet Pimpernel und Zorro, der glutäugige Star ist nahezu in seiner Bestform.“